# Massimiliano Forza
Massimiliano Forza (Trieste, 30 marzo 1966) è un compositore, contrabbassista e scrittore italiano.

## Biografia
Terminati gli studi musicali presso il Conservatorio Giuseppe Tartini di Trieste sotto la guida del prof. Claudio Bortolamai, ha poi studiato con Ovidiu Badilà (Scuola di Alto Perfezionamento Musicale di Saluzzo - I Filarmonici di Torino) e con Niek de Groot (Bologna, progetto A.F.O.S. della Fondazione Arturo Toscanini). 
Per quattro stagioni televisive, dal 1992, ha collaborato con Rai Due nel programma di Michele Guardì I Fatti Vostri.
Dal 1987 si dedica assiduamente alla composizione di musiche di scena per il teatro di prosa, sperimentandosi dal teatro dialettale al varietà, dal dramma borghese alla commedia, dai classici al teatro del novecento e contemporaneo alla nuova drammaturgia italiana. Debutta al Teatro Stabile di Torino con il regista Giancarlo Cobelli per il quale compone le musiche de Il matrimonio di Figaro di P.A.C. de Beaumarchais, per proseguire sotto la direzione di registi quali Giorgio Albertazzi, Francesco Macedonio, Giuseppe Emiliani, Vincenzo Salemme, Giuseppe Pambieri, Marcello Cotugno, Alessandro Marinuzzi, Marco Sosič, Orietta Crispino.
 Nella narrativa ha esordito con la raccolta di racconti Antifurti Psicologici (Piemme, 2001), cui hanno fatto seguito Verso dove (Fernandel, 2003), Lettera ad un'amica (Artè, 2004), No Family Man(Traven Books, 2007), Triestiner (Santi Quaranta 2013). Ha vissuto per molti anni tra Roma e Trieste, per poi approdare per qualche stagione a Londra.

## Musiche di scena
- Il Matrimonio di Figaro di P.A.C. de Beaumarchais, regia di Giancarlo Cobelli, con Giuseppe Pambieri, Lia Tanzi, Raffaella Azim, Rosalia Maggio. Teatro Stabile di Torino (1987).
- Silvano di Sergio Pierattini, regia di Alessandro Marinuzzi, con Sergio Pierattini. Teatro Variety Firenze (1987).
- I Segugi di Sofocle, Miklos Hubay e Sauro Albisani, regia di Enrico Protti. Accademia Nazionale D'Arte Drammatica Silvio D'amico (1988).
- Dannunziana di Giorgio Albertazzi da Gabriele D'Annunzio, regia di Giorgio Albertazzi. Con Giorgio Albertazzi, Mariangela D'Abbraccio, Tatiana Winteler. Genova Spettacolo (1989).
- Fra Musica e Pittura performance con il pittore Paolo Cervi Kervisher. Teatro Miela Trieste (1991).
- Kathie e l'ippopotamo di Mario Vargas Llosa, con Paola Bonesi e Marco Casazza, regia di Orietta Crispino. Teatro Stabile di Torino (1990).
- L'ospite Desiderato di Rosso di San Secondo, con Paola Bonesi e Marco Casazza, regia di Orietta Crispino. La Contrada Teatro Stabile di Trieste (1991).
- La Roccia e i Monumenti di Rosso di San Secondo, con Orazio Bobbio, Paola Bonesi, Marco Casazza, regia di Orietta Crispino. La Contrada Teatro Stabile di Trieste (1992).
- Edipo a Colono di Sofocle, con Giuseppe Pambieri e Lia Tanzi, regia di Giuseppe Pambieri. Estate Siciliana (1993).
- L'uomo, la Bestia e la Virtù di Luigi Pirandello, con Giuseppe Pambieri e Lia Tanzi, regia di Giuseppe Emiliani. Teatro Carcano Milano (1998).
- La Collina di Euridice di Paolo Puppa, con Ivana Monti e Virginio Gazzolo, regia di Giuseppe Emiliani. Teatro Stabile del Veneto (1998).
- Uccelli di Aristofane, con Giuseppe Pambieri e Lia Tanzi, regia di Giuseppe Pambieri. Mise En Espace (2000).
- Ecco un uomo libero! di Tom Stoppard, con Maria Paiato, Ariella Reggio e Paolo Ferrari, regia di Francesco Macedonio. La Contrada Teatro Stabile di Trieste (2002).
- Il Campiello di Carlo Goldoni, per la regia di Giuseppe Emiliani. Teatro Fondamenta Nuove Venezia (2006).
- Una Primavera Difficile di Boris Pahor, con Romeo Grebenšek e Nikla Petruška Panizon, regia di Marko Sosič . Teatro Stabile Sloveno (2007).
- Storiestrane di Dino Buzzati, con Vasco Mirandola e Giancarlo Previati. Teatro Stabile di Innovazione La Piccionaia I Carrara (2007).
- Il Gatto in Tasca di Georges Feydeau, con Antonio Salines, regia di Francesco Macedonio. La Contrada Teatro Stabile di Trieste (2007/08).
- Il Divo Garry di Noël Coward, con Gianfranco Jannuzzo e Daniela Poggi, regia di Francesco Macedonio. La Contrada Teatro Stabile di Trieste (2007/08).
- Vola colomba di Pierluigi Sabatti, con Ariella Reggio e Gianfranco Saletta, regia di Francesco Macedonio. La Contrada Teatro Stabile di Trieste (2008).
- Tramachi di Roberto Curci, con Ariella Reggio e Gianfranco Saletta, regia di Francesco Macedonio. La Contrada Teatro Stabile di Trieste (2008).
- Capriole in Salita di Pino Roveredo, con Maurizio Zacchigna e Ariella Reggio, regia di Francesco Macedonio. La Contrada Teatro Stabile di Trieste (2009).
- Remitur di Ugo Vicic, con Ariella Reggio, Maurizio Zacchigna, regia di Francesco Macedonio. La Contrada Teatro Stabile di Trieste (2009).
- Capitano Ulisse[6] Alberto Savinio, con Vanessa Gravina e Edoardo Siravo, regia di Giuseppe Emiliani. La Biennale di Venezia, La Contrada Teatro Stabile di Trieste, Teatro Fondamenta Nuove Venezia (2010).
- Italiani si Nasce di Tullio Solenghi, Maurizio Micheli e Michele Mirabella, con la collaborazione di Marco Presta, con Tullio Solenghi e Maurizio Micheli, regia di Marcello Cotugno. La Contrada Teatro Stabile di Trieste (2010).
- Fuori i Secondi di Enrico Luttmann, con Ariella Reggio, Gian Maria Martini, Maria Grazia Plos, Maurizio Zacchigna, regia di Francesco Macedonio. La Contrada Teatro Stabile di Trieste (2010).
- Daddy Blues di Chapelle e Visciano, con Marco Columbro e Paola Quattrini, regia di Vincenzo Salemme. Lo Studio Martini e La Contrada Teatro Stabile di Trieste (2010).
- Se no i xe mati no li volemo[7] Gino Rocca, con Virginio Gazzolo e Giancarlo Previati, regia di Giuseppe Emiliani. Teatro Stabile del Veneto, Teatro Carcano di Milano, Teatri Spa (2011).
- Svola Cicogna di Enrico Luttmann, con Fulvio Falzarano e Ariella Reggio, regia di Francesco Macedonio. La Contrada Teatro Stabile di Trieste (2011).
- Gin Game di Donald Lee Coburn, con Paolo Ferrari e Valeria Valeri. Regia di Francesco Macedonio. Associazione Culturale La Pirandelliana (2011).
- Le Troiane da Euripide e Seneca, con Ivana Monti e Edoardo Siravo, regia di Giuseppe Emiliani. Fondazione Teatro Savoia, Fondazione Molise Cultura e Molise Spettacoli (2012).
- L'apparenza Inganna di Francis Veber, adattamento di Micheli e Solenghi, con Maurizio Micheli e Tullio Solenghi. Regia di Tullio Solenghi. La Contrada Teatro Stabile di Trieste (2012).
- Maldobrìe di Carpinteri & Faraguna, con Ariella Reggio e Gianfranco Saletta, regia di Francesco Macedonio. La Contrada Teatro Stabile di Trieste (2012).
- Il Prigioniero della Seconda Strada di Neil Simon, con Tosca D'Aquino e Maurizio Casagrande, regia di Giovanni Anfuso. La Contrada Teatro Stabile di Trieste (2013).
- Goldoni Experience – Affresco di Venezia da Carlo Goldoni, con Giorgio Bertan e Nora Fuser. Adattamento e regia di Giuseppe Emiliani. Teatro Stabile del Veneto Carlo Goldoni (2014).
- Triestiner di Massimiliano Forza e Giuseppe Emiliani, con Ariella Reggio e Virgilio Zernitz, regia di Giuseppe Emiliani. La Contrada Teatro Stabile di Trieste (2014).
- I Rusteghi di Carlo Goldoni, con Stefania Felicioli, Giancarlo Previati e Piergiorgio Fasolo, regia di Giuseppe Emiliani. Teatro Stabile del Veneto – Teatro Nazionale (2015).

## Composizioni per film e radio
- L'immagine irraggiungibile di Antonio Devetag, film documentario sul filosofo goriziano Carlo Michelstaedter (Italia 1992).
- A Trieste, le anime film documentario di Silvia H, con interventi filmati sull'autore e – tra gli altri – di Claudio Magris, Elvio Guagnini, Paolo Rumiz, Luciano Semerani. Produzione Università degli Studi di Trieste (2002).
- La scatola con le margherite e i papaveri originale radiofonico a puntate di Silvia Zetto Cassano, regia di Angela Fortuna (Rai 2010).
- La Piecè film di Mario Brenta e Denis Brotto. Prodotto dal Teatro Stabile del Veneto Carlo Goldoni in collaborazione con Università degli Studi di Padova e L'Atlante Cinema (2011).

## Narrativa
- Antifurti Psicologici, Piemme, 2001
- Verso Dove, Fernandel, 2003 (scritture di confine tra Merano e Trieste, a cura di Laura  Mautone)
- Lettera ad un'amica, Artè, 2003 (novella)
- No Family Man, Travenbooks 2007
- Triestiner, Santi Quaranta, 2013

## CD
- Anemos raccolta di musiche di scena. Nelson Record (1998).
- I Bambini sono poeti manifesto della Fondazione Movimento Bambino, musiche su testi di Maria Rita Parsi. AudioArs Record (1999).
- Sombra cd con la chitarrista Anna Garano (2004).

## Riconoscimenti
- Antifurti Psicologici, Finalista al Premio Chiara 2001
- No Family Man, menzione speciale al Premio Letterario Internazionale Scritture di  Frontiera 2007 dedicato a Umberto Saba [8]
- Triestiner, finalista al Premio Settembrini 2014